# 南苑街道 (北京市)
南苑街道，是中华人民共和国北京市丰台區下辖的一个乡镇级行政单位，地名源于南苑。
2021年5月，丰台区变更部分行政区划，撤销南苑乡（地区办事处），原南苑乡辖区以及马家堡街道南四环中路以南区域划入南苑街道，辖区范围东至槐房路、原南苑街道东边界，南至丰台区与大兴区界线，西至原南苑街道、原马家堡街道西边界，北至南四环中路。

## 行政区划
南苑街道下辖以下地区：
东新华社区、红房子社区、西宏苑社区、诚苑社区、槐房社区、机场社区、翠海明苑社区、南庭新苑南区社区、南庭新苑北区社区、阳光星苑社区、阳光星苑南区社区、合顺家园社区、京粮悦谷社区、德鑫嘉园社区、新宫社区、御槐园社区、天悦佳苑社区、南苑村、槐房村和新宫村。